# Стип Појнт
Стип Појнт (енгл. Steep Point) је рт и најзападнија тачка континенталног дела Аустралије. Налази се на 26°09′јгш и 113°09′игд.

## Географија
Рт се налази у региону Гаскојн у савеној држави Западна Аустралија. Смештен је на обали залива Шарк у Индијском океану. Најближи град у околини је Денхам, на око 200 километара удаљености. Област је у последње време позната по риболову и налази се под заштитом УНЕСКО-а. Према томе, приступ је ограничен и дозвољен само посетиоцима са посебном дозволом. Први европски истраживач који је дошао до овог рта био је холанђанин Виљем Флеминг, 1697. године.